# Nemacheilus ornatus
Nemacheilus ornatus är en fiskart som beskrevs av Kottelat, 1990. Nemacheilus ornatus ingår i släktet Nemacheilus och familjen grönlingsfiskar. IUCN kategoriserar arten globalt som otillräckligt studerad. Inga underarter finns listade i Catalogue of Life.